# Il diario del vampiro - Strane creature
Il diario del vampiro - Strane creature è il terzo libro della serie I diari di Stefan, facente parte della saga de Il diario del vampiro di Lisa J. Smith, pubblicato il 3 marzo 2011 negli Stati Uniti e in italiano a giugno. Il romanzo è narrato dal punto di vista di Stefan e si configura come un antefatto delle vicende raccontate nella serie televisiva The Vampire Diaries.

## Trama
Sono trascorse due settimane dalla morte di Callie per mano di Damon. Stefan si è trasferito in una caverna di Central Park, dove cerca di resistere alla sete di sangue umano cibandosi di scoiattoli e altri animali. Una notte, dopo aver consumato il proprio pasto, trova una ragazza in fin di vita per una profonda ferita, e, resistendo all'istinto di bere il suo sangue, riesce a svegliarla, a farle bere un po' del suo sangue e a farsi dire dove abita. Stefan accompagna la ragazza, Bridget, a casa sua e viene accolto con calore dalla famiglia Sutherland. Solo Margaret, la figlia maggiore, è scettica nei suoi confronti e non capisce come il padre possa ospitare uno sconosciuto. La sera successiva, Stefan accompagna Bridget ad un ballo presso la famiglia Chester, dove conosce il pretendente di Lydia, la figlia di mezzo del signor Sutherland: suo fratello Damon, che fa credere a tutti di essere un nobile, il conte italiano DeSangue. Appartatosi con il fratello, Stefan scopre che Damon è arrivato a New York prima di lui, seguendo il suo odore, si è insinuato nella vita delle persone più influenti e ha soggiogato la famiglia Sutherland affinché accogliesse Stefan nella propria casa. Inoltre, è stato lui ad attaccare Bridget la sera prima. Con la minaccia di compiere una strage, Damon costringe Stefan a chiedere la mano di Bridget davanti a tutti, mentre lui chiede in sposa Lydia. La settimana successiva, il doppio matrimonio viene celebrato, ma, tornando a casa dal ricevimento, trovano tutta la famiglia Sutherland massacrata, tranne Margaret. I due fratelli vengono arrestati dalla polizia mentre cercano di scappare. In carcere, ricevono la visita del vero assassino, un vampiro che si finge il loro avvocato: egli li avvisa che Klaus vuole un risarcimento per aver ucciso Katherine, distruggendo ogni possibilità di infrangere una misteriosa maledizione. Poco dopo, Lexi libera Stefan e Damon. Quest'ultimo se ne va per conto proprio, mentre Stefan e la vampira tornano a casa Sutherland per controllare la situazione. Mentre esaminano le stanze, Lexi viene rapita da Lucius, uno dei servi di Klaus. Stefan accorre in suo aiuto alla chiesa dove si è sposato con Bridget, ma viene catturato e rinchiuso con Lexi in una cripta. Mentre ha una visione di Katherine sopraggiunge Damon, che li libera; insieme a lui c'è Margaret, che, avendo scoperto di essere una strega e che per questo motivo era immune dalla coercizione che Damon aveva esercitato sui Sutherland, infligge del male a Lucius. I tre vampiri scappano, ma vengono inseguiti da uno dei servi di Klaus. Riescono, però, a mettersi in salvo sul clipper Mina M. diretto a San Francisco. Damon decide di non andare con loro e si butta in mare.

## Edizioni
- Lisa Jane Smith, Il diario del vampiro. Strane creature, Nuova Narrativa Newton, 2011,  p. 208, ISBN 978-88-541-3053-1.
- Lisa Jane Smith, Il diario del vampiro. 6 romanzi in 1, I Superinsuperabili, 2014,  p. 704, ISBN 978-88-541-6252-5.